# 랭키닷컴
랭키닷컴은 2000년 1월에 설립된 주식회사 미디어채널의 서비스 명으로 웹사이트 분석, 평가 서비스를 주로 제공한다.